# ツインズベット・アリーナ
ツインズベット・アリーナ（リトアニア語: Twinsbet arena）は、リトアニア・ヴィリニュスにある多目的アリーナ。欧州各国のアリーナが加盟する欧州アリーナ協会に加盟。
2004年に完成。当初は「シーメンス・アリーナ」と呼ばれていたが、アヴィア・ソリューションズ・グループが命名権を取得したため、2020年11月に名称が「アヴィア・ソリューションズ・グループ・アリーナ」(Avia Solutions Group Arena) に変更された。その後、2024年に「ツインズベット・アリーナ」(Twinsbet Arena) へと変更された。
主にバスケットボールのBCリータスおよびBCウルヴズの試合会場として使用されるほか、コンサートやアイスホッケー、K-1などのイベントに対応できる。
2011年に開催されたユーロバスケットでは2次ラウンドの全試合が行われた。
2021年にはFIFAフットサルワールドカップが開催された。ただしFIFAの規定により期間中はヴィリニュス・アリーナと呼ばれた。